# Katastrofa lotu UTA 141
Katastrofa lotu UTA 141 wydarzyła się 25 grudnia 2003 roku w Beninie. W katastrofie Boeinga 727-223 linii Union des Transports Aériens de Guinée zginęło 141 osób, a ranne zostały 24 osoby, w tym dwie na ziemi. Większość ofiar to obywatele Libanu. 
Boeing 727 (nr rej. 3X-GDO) odbywał lot na linii Konakry – Kotonu – Kufra – Bejrut. Większość pasażerów stanowili Libańczycy, wracający z wakacji w Afryce. W czasie startu samolot zawadził o dachy pobliskich budynków i rozbił się na plaży, położonej nieopodal lotniska w Kotonu. Ze 163 osób na pokładzie, katastrofę przeżyły 22 osoby. Wiele ofiar katastrofy zmarło w okolicznych szpitalach. Początkowo nie była znana pełna liczba pasażerów, gdyż część osób nie została wpisana na listę pasażerów.
Przyczyną katastrofy było przeciążenie maszyny pasażerami i ładunkiem, co spowodowało przesunięcie środka ciężkości samolotu.